# なみだの季節 (アルバム)
『なみだの季節』（なみだのきせつ）は、1974年12月10日に発売された、キャンディーズ3枚目のアルバムである。

## 概要
LP帯コピー：キャンディーズと一緒に歌おう ヒット・オリジナル&フーテナニー曲集
A面は5曲がオリジナル、A面の残り1曲とB面すべてがカバー曲である。B面の「風」「帰らざる日のために」は当時のステージでも歌われ、「アイ・ビリーブ・イン・ミュージック」はステージでのエンディング曲であった。
「コットン・フィールズ」「グリーン・グリーン」は日本大学理工系アメリカ民謡研究会とともに演奏されている。
2008年9月3日にリリースされたCD-BOX『キャンディーズ・タイムカプセル』に収納された紙ジャケット盤には、タイトル曲（4thシングル）「なみだの季節」のシングル・バージョンがボーナス・トラックとして収録された。

## 曲目

### オリジナル盤
- 全編曲：穂口雄右（特記以外）

1. なみだの季節
  - 作詞：千家和也、作曲：穂口雄右
  - 4thシングル。
2. 真っ赤な木の実
  - 作詞：千家和也、作曲：穂口雄右
3. シュガー・ベイビー・ラヴ -SUGAR BABY LOVE-
  - 作詞・作曲：Wayne Bickerton・Tony Waddington、訳詞：山上路夫
  - オリジナル歌唱：The Rubettes
4. あのひとあまのじゃく
  - 作詞：千家和也、作曲：穂口雄右
5. 迷える羊
  - 作詞：千家和也、作曲：穂口雄右
  - 4thシングル「なみだの季節」のB面曲。
6. ガラスの少女
  - 作詞：千家和也、作曲：穂口雄右
7. 風
  - 作詞：北山修、作曲：端田宣彦
  - オリジナル歌唱：はしだのりひことシューベルツ
8. 想い出のグリーン・グラス（英語版） -GREEN, GREEN GRASS OF HOME-
  - 作詞・作曲：Claude "Curly" Putman Jr.、訳詞：山上路夫
  - オリジナル歌唱：Porter Wagoner, etc.
9. コットン・フィールズ -COTTON FIELDS-
  - 作詞・作曲：Huddei Ledbetter（編曲者無表記）
  - オリジナル歌唱：Lead Belly, Highwaymen, The Beach Boys, etc.
10. グリーン・グリーン -GREEN, GREEN-
  - 作詞：Randy Sparks、作曲：Barry McGuire（編曲者無表記）
  - オリジナル歌唱：The New Christy Minstrels
11. 帰らざる日のために
  - 作詞：山川啓介、作曲：いずみたく
  - オリジナル歌唱：いずみたくシンガーズ（テレビドラマ『われら青春!』主題歌）
12. アイ・ビリーブ・イン・ミュージック（英語版） -I BELIEVE IN MUSIC-
  - 作詞・作曲：Mac Davis、訳詞：沢田研二
  - オリジナル歌唱：Mac Davis

### キャンディーズ・タイムカプセル盤
1. なみだの季節
2. 真っ赤な木の実
3. シュガー・ベイビー・ラヴ
4. あのひとあまのじゃく
5. 迷える羊
6. ガラスの少女
7. 風
8. 想い出のグリーン・グラス
9. コットン・フィールズ
10. グリーン・グリーン
11. 帰らざる日のために
12. アイ・ビリーブ・イン・ミュージック
13. なみだの季節（シングル・ミックス・ヴァージョン）（ボーナス・トラック。イントロのキラキラと輝くようなSEがアルバム・バージョンと比べてパターンが異なっている）
14. なみだの季節（オリジナル・カラオケ／純カラオケ）（ボーナス・トラック）